# Better Nature
Better Nature è il quarto album in studio del gruppo alternative rock statunitense Silversun Pickups, pubblicato nel 2015.

## Tracce
1. Cradle (Better Nature) – 5:21
2. Connection – 4:33
3. Pins & Needles – 4:42
4. Friendly Fires – 5:29
5. Nightlight – 4:52
6. Circadian Rhythm (Last Dance) – 3:49
7. Tapedeck – 6:02
8. Latchkey Kids – 3:42
9. Ragamuffin – 6:00
10. The Wild Kind – 6:37

Durata totale: 51:07